# 281
| 281                |
| ------------------ |
| Dødsfald - Fødsler |
|                    |

| Gregoriansk kalender | 281 CCLXXXI             |
| Ab urbe condita      | 1034                    |
| Armensk kalender     | I/T                     |
| Kinesiske kalender   | 2977 – 2978 庚子 – 辛丑 |
| Etiopisk kalender    | 273 – 274               |
| Jødisk kalender      | 4041 – 4042             |
| Hindukalendere       |                         |
| - Vikram Samvat      | 336 – 337               |
| - Shaka Samvat       | 203 – 204               |
| - Kali Yuga          | 3382 – 3383             |
| Iransk kalender      | 341 BP – 340 BP         |
| Islamisk kalender    | 352 BH – 351 BH         |

Se også 281 (tal)